# Gradac (rzeka w Serbii)
Gradac (serb. Градац) – rzeka w zachodniej Serbii, wypływająca spod góry Povlen i po kilku kilometrach zasilana przez kolejne źródła, płynie w okolicach Monastyru Ćelije, a następnie w kierunku Valjeva, gdzie wpada jako prawy dopływ do Kolubary.